# الدوري المصري الممتاز 2018–19
الدوري المصري الممتاز 2018–19 هو النسخة الستون (60) من الدوري المصري الممتاز، وهو البطولة الدوري الأعلى مستوى في مصر منذ انطلاقه عام 1948. الأهلي هو حامل لقب البطولة، محققًا اللقب في آخر أربعة مواسم على التوالي، وصعدت أندية الجونة والنجوم وحرس الحدود من الدرجة الثانية الموسم السابق. يتنافس في هذه النسخة 18 فريقًا في مجموعة واحدة.

## تغيرات

### عودة الجماهير
أعلن الاتحاد المصري لكرة القدم السماح بعدد قليل من الجماهير بحضور مباريات الدوري مرة أخرى بعد الانضباط الملحوظ من قبل الجماهير في مباريات البطولات الأخرى في السنوات الماضية.ليل وكان الاتحاد المصري قد قرر إقامة مباريات الدوري بدون جماهير منذ فبراير 2012، عقب أحداث ستاد بورسعيد والتي وقعت في مباراة ناديي المصري والأهلي في موسم 2011–12، والتي أسفرت عن وفاة 72 مشجعًا للأهلي، ومشجعًا للمصري، وشرطي. وقد أقيمت كافة مباريات الدوري المصري الممتاز منذ ذلك الحين بدون حضور الجماهير، باستثناء بعض الأشخاص المدعوين من قبل الأندية صاحبة المباريات.

### عودة المصري لبورسعيد
كما يشهد هذا الموسم أيضًا سماح الاتحاد المصري لكرة القدم لنادي المصري باستضافة مبارياته على ستاد نادي المصري (ستاد بورسعيد سابقًا) في بورسعيد، وذلك بعد تملك النادي للملعب من محافظة بورسعيد يوم 5 يناير 2016. وقد حظر الاتحاد المصري إقامة المباريات على الملعب عقبل أحداث ستاد بورسعيد عام 2012، حيث لعب المصري كافة مبارياته في الدوري (ذهابًا وإيابًا) منذ ذلك الحين على ملعب برج العرب في الإسكندرية، بالإضافة لاستاد الإسماعيلية في كأس الكونفيدرالية الأفريقية 2017.

## الأندية
الأهلي

الداخلية

إنبي

الإنتاج الحربي

المقاولون العرب

النجوم

طلائع الجيش

وادي دجلة

الزمالك
يتنافس 18 فريقًا في البطولة؛ الخمس عشرة الأوائل من البطولة ذاتها في الموسم السابق، بالإضافة لثلاث فرق متأهلة من الدرجة الثانية عن الموسم السابق أيضًا ويلعبون على 15 ملعب رسمي.
هناك نادي تغير اسمه من الموسم الماضي للحالي هو نادي بيراميدز والذي كان اسمه نادي الأسيوطي سبورت بعد أن قام تركي آل الشيخ بشراءه قبل بداية الموسم في يوليو 2018 
الأندية المتأهلة

تأهل حرس الحدود عن المجموعة ج كأول الأندية المتأهلة عقب فوزه خارج ملعبه على الحمام يوم 10 أبريل 2018. ونجح الفريق الإسكندري للعودة للدرجة الممتازة بعد بقاءه لموسمين فقط في الدرجة الثانية، وتعد مشاركته هذا الموسم هي الخامسة عشر في تاريخه.
أما ثاني الفرق فكان نادي الجونة ممثلًا عن المجموعة أ، وذلك بعد فوزهم على نادي السلام يوم 11 أبريل 2018. يشارك الجونة في الدوري الممتاز للمرة الخامسة في تاريخهم، حيث كان آخر ظهور لهم في موسم 2014–15.
وثالث المتأهلين كان النجوم من المجموعة ب، بعد فوزهم على ملعبهم بنتيجة 1–0 أمام نادي منتخب السويس يوم 18 أبريل 2018. نجح الفريق في التأهل للممتاز في آخر جولة في الدوري بعد منافسة كبيرة مع نادي الترسانة، والذين خسروا في اليوم ذاته بنتيجة 1–0 أمام جمهورية شبين ليتأكد تأهل نجوم المستقبل لأول مرة في تاريخ النادي.

### المدربون والملاعب والمحافظة
| النادي           | المدرب         | التعاقد    | المحافظة     | الملعب (السعة)                                   | ملاحظات                           |
| ---------------- | -------------- | ---------- | ------------ | ------------------------------------------------ | --------------------------------- |
| الإنتاج الحربي   | مختار مختار    | 2017-03    | القاهرة      | ستاد السلام (22,000)                             | أقدم مدربي الدوري حتى الأن        |
| الداخلية         | علاء عبد العال | 2017-04    | القاهرة      | ستاد الشرطة (5,000)                              |                                   |
| وادي دجلة        | تاكيس جونياس   | 2018-06    | القاهرة      | ملعب الكلية الحربية (28,500)                     |                                   |
| حرس الحدود       | طارق العشري    | 20-09-2018 | الإسكندرية   | ستاد حرس الحدود (22,000)                         | صعد من الممتاز ب                  |
| الاتحاد السكندري | حلمي طولان     | 24-09-2018 | الإسكندرية   | ستاد الإسكندرية (13,600)                         |                                   |
| المقاولون العرب  | عماد النحاس    | 24-10-2018 | القاهرة      | ستاد المقاولون العرب (35,000)                    |                                   |
| طلائع الجيش      | لوك إيميل      | 22-11-2018 | القاهرة      | ستاد جهاز الرياضة (29,000)                       |                                   |
| الجونة           | حمادة صدقي     | 28-11-2018 | البحر الأحمر | ملعب الجونة (12,000)                             | صعد من الممتاز ب                  |
| إنبي             | علي ماهر       | 30-11-2018 | القاهرة      | ملعب بتروسبورت (16,000)                          |                                   |
| المصري           | إيهاب جلال     | 15-12-2018 | بورسعيد      | ملعب برج العرب (80,000)-ستاد بورسعيد (20,000)    |                                   |
| الأهلي           | مارتن لاسارتي  | 16-12-2018 | القاهرة      | ستاد السلام (22,000)                             | حامل اللقب                        |
| بيراميدز         | رامون دياز     | 26-01-2019 | أسيوط        | ملعب الدفاع الجوي (80,000)                       | تغيير أسمه من نادي الأسيوطي سبورت |
| بتروجيت          | محمد عودة      | 18-02-2019 | السويس       | ملعب السويس (27,000)-ستاد الجيش بالسويس (27,000) |                                   |
| سموحة            | حسام حسن       | 23-02-2019 | الإسكندرية   | ملعب برج العرب (22,500)                          |                                   |
| مصر المقاصة      | جمال عمر       | 19-04-2018 | الفيوم       | ستاد المقاولون العرب (35,000)                    |                                   |
| النجوم           | رمضان السيد    | 22-04-2019 | القاهرة      | ملعب بتروسبورت (16,000)                          | صعد من الممتاز ب                  |
| الإسماعيلي       | محمود جابر     | 29-04-2019 | الإسماعيلية  | استاد الإسماعيلية (18,525)                       |                                   |
| الزمالك          | خالد جلال      | 30-05-2019 | الجيزة       | ملعب بتروسبورت (16,000)                          |                                   |

### تغيرات المدربين
| الفريق           | المدرب الراحل    | سبب الرحيل           | تاريخ الرحيل   | مركز الفريق | المدرب الجديد    | تاريخ التعيين  |
| ---------------- | ---------------- | -------------------- | -------------- | ----------- | ---------------- | -------------- |
| بيراميدز         | ألبرتو فالنتيم   | بالتراضي بين الطرفين | 17 أغسطس 2018  | الثالث      | ريكاردو لافولبي  | 17 أغسطس 2018  |
| النجوم           | أنطوان كالديرون  | استقالة              | 14 سبتمبر 2018 | السادس عشر  | أحمد سامي        | 24 سبتمبر 2018 |
| حرس الحدود       | عماد سليمان      | إقالة                | 20 سبتمبر 2018 | الثامن عشر  | طارق العشري      | 20 سبتمبر 2018 |
| الاتحاد السكندري | محمد عمر         | استقالة              | 22 سبتمبر 2018 | الخامس عشر  | حلمي طولان       | 24 سبتمبر 2018 |
| الإسماعيلي       | خير الدين مضوي   | استقالة              | 23 سبتمبر 2018 | السابع      | جورفان فييرا     | 04 أكتوبر 2018 |
| المقاولون العرب  | علاء نبيل        | استقالة              | 24 أكتوبر 2018 | الثامن عشر  | عماد النحاس      | 24 أكتوبر 2018 |
| بيراميدز         | ريكاردو لافولبي  | بالتراضي بين الطرفين | 29 أكتوبر 2018 | الثالث      | حسام حسن         | 29 أكتوبر 2018 |
| المصري           | حسام حسن         | استقالة              | 29 أكتوبر 2018 | الرابع عشر  | ميمي عبد الرازق  | 01 نوفمبر 2018 |
| بتروجيت          | طارق يحيي        | استقالة              | 06 نوفمبر 2018 | السابع عشر  | مؤمن سليمان      | 13 نوفمبر 2018 |
| سموحة            | علي ماهر         | استقالة              | 13 نوفمبر 2018 | الثالث      | طارق يحيي        | 14 نوفمبر 2018 |
| طلائع الجيش      | محمد حلمي        | استقالة              | 22 نوفمبر 2018 | السادس      | لوك إيميل        | 22 نوفمبر 2018 |
| المصري           | ميمي عبد الرازق  | إقالة                | 22 نوفمبر 2018 | السادس عشر  | مصطفى يونس       | 22 نوفمبر 2018 |
| الأهلي           | باتريك كارتيرون  | إقالة                | 22 نوفمبر 2018 | السابع عشر  | محمد يوسف        | 22 نوفمبر 2018 |
| الجونة           | هشام زكريا       | استقالة              | 27 نوفمبر 2018 | الثالث عشر  | حمادة صدقي       | 28 نوفمبر 2018 |
| إنبي             | خالد متولي       | استقالة              | 29 نوفمبر 2018 | السادس عشر  | علي ماهر         | 30 نوفمبر 2018 |
| الإسماعيلي       | جورفان فييرا     | استقالة              | 11 ديسمبر 2018 | الثامن عشر  | سيدومير يانفيسكي | 15 ديسمبر 2018 |
| المصري           | مصطفى يونس       | إقالة                | 15 ديسمبر 2018 | الثاني عشر  | إيهاب جلال       | 15 ديسمبر 2018 |
| الأهلي           | محمد يوسف        | مدرب مؤقت            | 16 ديسمبر 2018 | الثامن      | مارتن لاسارتي    | 16 ديسمبر 2018 |
| سموحة            | طارق يحيي        | استقالة              | 16 يناير 2019  | التاسع      | عادل عبد الرحمن  | 16 يناير 2019  |
| بيراميدز         | حسام حسن         | إقالة                | 24 يناير 2019  | الثالث      | رامون دياز       | 26 يناير 2019  |
| بتروجيت          | مؤمن سليمان      | استقالة              | 30 يناير 2019  | الثامن عشر  | محمد عودة        | 1 فبراير 2019  |
| سموحة            | عادل عبد الرحمن  | إستقالة              | 23 فبراير 2019 | الثاني عشر  | حسام حسن         | 16 ديسمبر 2018 |
| النجوم           | أحمد سامي        | إستقالة              | 23 فبراير 2019 | الأخير      | مؤمن سليمان      | 27 فبراير 2019 |
| مصر المقاصة      | طلعت يوسف        | أستقالة              | 19 أبريل 2019  | الثامن عشر  | جمال عمر         | 19 أبريل 2019  |
| النجوم           | مؤمن سليمان      | إستقالة              | 20 أبريل 2019  | الخامس      | رمضان السيد      | 22 أبريل 2019  |
| الإسماعيلي       | سيدومير يانفيسكي | أيقاف                | 29 أبريل 2019  | الثامن عشر  | محمود جابر       | 29 أبريل 2019  |
| الزمالك          | كريستيان غروس    | إنتهاس عقد           | 30 مايو 2019   | الثالث      | خالد جلال        | 30 مايو 2019   |

## النتائج

### جدول الترتيب
| م  | الفريق           | لعب | ف  | ت  | خ  | أ.له | أ.ع | أ.ف | نقاط | التأهل أو الهبوط                      |
| -- | ---------------- | --- | -- | -- | -- | ---- | --- | --- | ---- | ------------------------------------- |
| 1  | الأهلي           | 34  | 25 | 5  | 4  | 56   | 20  | +36 | 80   | يتأهل إلى دوري الأبطال                |
| 2  | الزمالك          | 34  | 21 | 9  | 4  | 65   | 31  | +34 | 72   | يتأهل إلى دوري الأبطال                |
| 3  | بيراميدز         | 34  | 19 | 13 | 2  | 61   | 31  | +30 | 70   | يتأهل إلى كأس الكونفيدرالية           |
| 4  | المصري           | 34  | 12 | 16 | 6  | 45   | 38  | +7  | 52   | يتأهل إلى كأس الكونفيدرالية           |
| 5  | المقاولون العرب  | 34  | 13 | 9  | 12 | 45   | 38  | +7  | 48   |                                       |
| 6  | مصر للمقاصة      | 34  | 12 | 10 | 12 | 34   | 36  | −2  | 46   |                                       |
| 7  | الإسماعيلي       | 34  | 10 | 13 | 11 | 30   | 36  | −6  | 43   |                                       |
| 8  | طلائع الجيش      | 34  | 10 | 11 | 13 | 41   | 39  | +2  | 41   |                                       |
| 9  | إنبي             | 34  | 9  | 13 | 12 | 39   | 42  | −3  | 40   |                                       |
| 10 | وادي دجلة        | 34  | 10 | 10 | 14 | 41   | 47  | −6  | 40   |                                       |
| 11 | الاتحاد السكندري | 34  | 9  | 12 | 13 | 41   | 56  | −15 | 39   |                                       |
| 12 | حرس الحدود       | 34  | 8  | 14 | 12 | 30   | 37  | −7  | 38   |                                       |
| 13 | الإنتاج الحربي   | 34  | 8  | 14 | 12 | 36   | 44  | −8  | 38   |                                       |
| 14 | سموحة            | 34  | 8  | 14 | 12 | 33   | 41  | −8  | 38   |                                       |
| 15 | الجونة           | 34  | 8  | 14 | 12 | 38   | 52  | −14 | 38   |                                       |
| 16 | بتروجيت          | 34  | 8  | 11 | 15 | 30   | 43  | −13 | 35   | يهبط إلى الدوري المصري الدرجة الثانية |
| 17 | الداخلية         | 34  | 4  | 15 | 15 | 34   | 52  | −18 | 27   | يهبط إلى الدوري المصري الدرجة الثانية |
| 18 | النجوم           | 34  | 5  | 11 | 18 | 30   | 46  | −16 | 26   | يهبط إلى الدوري المصري الدرجة الثانية |

### نتائج المباريات
| المضيف \ الضيف   | الأهلي | الداخلية | إنبي | الإنتاج الحربي | الجونة | حرس الحدود | الإسماعيلي | الاتحاد السكندري | المصري | مصر للمقاصة | المقاولون العرب | النجوم | بتروجيت | بيراميدز | سموحة | طلائع الجيش | وادي دجلة | الزمالك |
| ---------------- | ------ | -------- | ---- | -------------- | ------ | ---------- | ---------- | ---------------- | ------ | ----------- | --------------- | ------ | ------- | -------- | ----- | ----------- | --------- | ------- |
| الأهلي           | —      | 3–1      | 2–0  | 0–0            | 2–1    | 1–0        | 1–1        | 3–4              | 2–0    | 2–1         | 0–1             | 2–0    | 4–0     | 0–1      | 1–0   | 2–0         | 1–0       | 1–0     |
| الداخلية         | 2–2    | —        | 1–1  | 0–1            | 2–2    | 0–1        | 0–0        | 3–0              | 0–3    | 0–0         | 0–2             | 1–2    | 0–2     | 0–2      | 0–2   | 2–1         | 1–1       | 1–2     |
| إنبي             | 1–2    | 1–1      | —    | 1–0            | 4–0    | 0–0        | 0–0        | 0–1              | 1–3    | 2–1         | 0–0             | 1–1    | 2–1     | 0–1      | 2–3   | 1–0         | 1–2       | 1–4     |
| الإنتاج الحربي   | 0–1    | 2–2      | 2–2  | —              | 0–0    | 2–1        | 0–0        | 2–4              | 0–0    | 1–3         | 1–2             | 1–1    | 2–1     | 1–1      | 2–2   | 2–1         | 1–2       | 1–2     |
| الجونة           | 1–2    | 3–2      | 1–1  | 2–3            | —      | 1–1        | 0–0        | 1–2              | 0–1    | 0–0         | 1–4             | 1–1    | 2–1     | 2–1      | 1–1   | 2–0         | 0–2       | 2–2     |
| حرس الحدود       | 0–2    | 1–2      | 0–0  | 2–1            | 1–2    | —          | 1–0        | 1–1              | 3–0    | 0–0         | 0–0             | 1–0    | 2–2     | 1–1      | 1–2   | 1–3         | 4–1       | 1–1     |
| الإسماعيلي       | 1–1    | 2–0      | 3–2  | 1–2            | 2–2    | 0–1        | —          | 2–0              | 0–0    | 1–0         | 2–0             | 3–2    | 0–0     | 2–0      | 1–3   | 0–0         | 1–3       | 0–2     |
| الاتحاد السكندري | 0–2    | 1–1      | 0–1  | 1–1            | 2–1    | 1–1        | 1–0        | —                | 2–2    | 0–0         | 1–1             | 0–2    | 1–1     | 2–3      | 3–1   | 1–1         | 2–2       | 1–3     |
| المصري           | 0–2    | 1–1      | 3–1  | 2–2            | 0–2    | 0–1        | 1–1        | 2–2              | —      | 2–0         | 1–0             | 5–3    | 1–0     | 3–3      | 4–2   | 1–1         | 0–0       | 2–1     |
| مصر للمقاصة      | 0–3    | 0–1      | 4–3  | 2–1            | 0–0    | 3–0        | 0–0        | 1–0              | 0–0    | —           | 2–1             | 2–1    | 1–2     | 1–1      | 1–2   | 1–1         | 2–1       | 0–1     |
| المقاولون العرب  | 1–3    | 2–2      | 1–2  | 2–0            | 4–2    | 1–0        | 1–2        | 2–1              | 2–2    | 1–2         | —               | 2–2    | 3–0     | 0–1      | 2–1   | 2–0         | 0–1       | 2–2     |
| النجوم           | 0–2    | 1–1      | 1–1  | 0–1            | 0–0    | 0–0        | 1–1        | 1–2              | 0–1    | 0–2         | 0–2             | —      | 3–2     | 0–2      | 4–0   | 0–0         | 0–1       | 0–1     |
| بتروجيت          | 0–1    | 1–1      | 0–0  | 1–0            | 1–2    | 0–0        | 0–1        | 1–0              | 2–2    | 0–1         | 0–0             | 2–1    | —       | 0–2      | 1–0   | 0–1         | 1–0       | 0–0     |
| بيراميدز         | 2–1    | 3–1      | 1–1  | 1–1            | 1–1    | 3–1        | 3–1        | 3–0              | 1–1    | 2–0         | 1–0             | 2–0    | 3–3     | —        | 4–0   | 3–1         | 1–1       | 1–0     |
| سموحة            | 0–1    | 1–1      | 0–0  | 2–0            | 0–0    | 1–1        | 0–1        | 1–1              | 0–0    | 1–1         | 1–2             | 0–0    | 2–0     | 1–1      | —     | 0–0         | 2–3       | 1–1     |
| طلائع الجيش      | 1–2    | 2–1      | 0–3  | 0–0            | 5–0    | 3–0        | 3–0        | 4–0              | 0–1    | 1–0         | 3–1             | 2–1    | 3–3     | 1–2      | 0–0   | —           | 1–2       | 2–2     |
| وادي دجلة        | 1–2    | 2–2      | 1–2  | 1–2            | 1–3    | 1–1        | 3–0        | 1–3              | 1–1    | 1–2         | 0–0             | 2–1    | 0–2     | 1–1      | 0–1   | 0–0         | —         | 2–4     |
| الزمالك          | 0–0    | 2–1      | 2–1  | 1–1            | 3–0    | 2–1        | 3–1        | 5–1              | 2–0    | 4–1         | 2–1             | 0–1    | 2–0     | 3–3      | 1–0   | 3–0         | 2–1       | —       |

### إحصائيات بطولة الدوري[52]

#### أهداف
| - أحمد علي كامل - محمود علاء - خالد قمر - صلاح أمين - ايريك تراوري - مصطفى محمد أحمد - ابراهيما نداي - جون أنطوي - حسام سلامة - محمود كهربا                                                  | - شيمليس بيكيلي - يوسف أوباما - حسام حسن عبد البديع - إيدو موسيس - السيد فريد - بينسون شيلونجو - علي معلول - كينو - محمد هلال                            | - إسلام عيسى - أحمد ياسر ريان - رزاق سيسيه - فرجاني ساسي - محمود وادي - إسلام رشدي - حسين رجب - عمر خربين - كريم بامبو - محمد رجب - محمود المتولي - مصطفى جمال - وليد أزارو | - أوستين أموتو - بولان فوافي - حسام عرفات - حمدي فتحي - سادو سانبوري - عمر السعيد - مارشال عودة - محمد فاروق - محمد مجدي افشة - محمود قاعود - مروان محسن              | - امام عاشور - أحمد أوكا - أحمد سمير - أحمد شكري - أحمد عفيفي - أحمد كابوريا - جونيور أجاي - حسين الشحات - خالد بوطيب - شكري نجيب - عبد الله السعيد - كريم طارق - محمد سمير - محمد طلعت - محمد فييرا - محمد ناجي | \| - اسلام جابر - إبراهيم عبد الخالق - إبراهيما كونيه - إيمانويل باناهيني - أحمد الشيخ - أحمد جمعة - أحمد حسن مكي - أحمد شديد قناوي - أحمد عبد الباسط شرويدة - تالا نداييه - جون خايرو سيفوينتي \| - جيرالدو - جيمس تيدي - ديريك نسيبامبي - رامي صبري - رجب عمران - ريتشاربافور - طاهر محمد طاهر - عبد العزيز السيد - علي جبر - عمار حمدي - كابونغو كاسونغو \| - كريستوفر ميندوغا - كريستيان بينافينتي - لسعد الجزيري - لويس هينستروزا - لؤي وائل - محمد بسيوني - محمد رزق - محمد سالم - محمد عبد اللطيف غريندو - محمد محمود - محمد مسعد \| - محمد ناجي - محمود البدري - محمود الشبراوي - محمود صلاح عبد الناصر - محمود عبد الحليم - محمود فتح الله - محمود فرج كابونجا - معاذ الحناوي - موسى دياوارا - ميدو جابر \| |
| - اسلام جابر - إبراهيم عبد الخالق - إبراهيما كونيه - إيمانويل باناهيني - أحمد الشيخ - أحمد جمعة - أحمد حسن مكي - أحمد شديد قناوي - أحمد عبد الباسط شرويدة - تالا نداييه - جون خايرو سيفوينتي | - جيرالدو - جيمس تيدي - ديريك نسيبامبي - رامي صبري - رجب عمران - ريتشاربافور - طاهر محمد طاهر - عبد العزيز السيد - علي جبر - عمار حمدي - كابونغو كاسونغو | - كريستوفر ميندوغا - كريستيان بينافينتي - لسعد الجزيري - لويس هينستروزا - لؤي وائل - محمد بسيوني - محمد رزق - محمد سالم - محمد عبد اللطيف غريندو - محمد محمود - محمد مسعد   | - محمد ناجي - محمود البدري - محمود الشبراوي - محمود صلاح عبد الناصر - محمود عبد الحليم - محمود فتح الله - محمود فرج كابونجا - معاذ الحناوي - موسى دياوارا - ميدو جابر | | |

##### هدفين
| - إبراهيم أبو اليزيد - إبراهيم حسن - إسلام جمال - إسلام عبد النعيم - إسلام فؤاد - أحمد الشيخ - أحمد الشيمي | - أحمد أيمن منصور - أحمد توفيق - أحمد جعفر - أحمد رفعت - أحمد سعيد (أوكا) - أحمد عبد الرحمن زولا - أحمد نبيل مانجا | - أحمد ياسر - أيمن أشرف - توسين أومويلي - خالد متولي الغندور - رجب بكار - رمضان صبحي - صالح جمعة | - صلاح عاشور - صلاح محسن - طارق حامد - عماد فتحي - عمرو السولية - عمرو موسى - كريم الديب | - كريم لالا - كريم ممدوح - كريم وليد - لوكاس ريبامار - محمد الشبيني - محمد شريف محمد - محمد شيكا | - محمد عادل جمعة - محمد كوفي - محمد نادي - محمود سيد - محمود مرعي عبد الفضيل - نبيل دونجا - نوح وائل |

##### هدف
| - اساهاكى ياكوبو - اسلام جمال سليمان - السيد سالم - إبراهيم عادل - إسلام الفار - إسلام أبو سليمة - إيمانويل إيجيبتور - أحمد الالفي - أحمد السباعي - أحمد بحبح - أحمد جمال | - أحمد حسن - أحمد حمدي - أحمد ربيع - أحمد رمضان بيكهام - أحمد رؤوف - أحمد سامي - أحمد سيد زيزو - أحمد عبد الرسول - أحمد علي - أحمد عيد عبد الملك | - أحمد مجدي - أحمد مجدي الحسيني - أكرم توفيق - أوكوركيت ويليام - أوميد أوكري - أيمن حفني - جاتوش بانوم - حجاج عويس - حمادة طلبة - حيميد ماو | - خالد سطوحي - رجب نبيل - ساليف كوليبالي - سيف الدين الجزيري - شافيو موموني - شريف رضا - شيزوم شيكاتارا - طارق طه - عاصم صلاح - عبد الرحمن فاروق | - عبد الرحمن مجدي - عبد الوهاب اسماعيل - عرفة السيد - علي فوزي - علي محمد الزهدي - عمر بسام - عمر فتحي - عمرو الحلواني - غنام محمد - فاروق كابور | - فاسيليوس بوزاس - كارلوس إدواردو - محمد التوني - محمد الجباس - محمد أبو المجد - محمد أشرف محمد - محمد حمدي زكي - محمد دبش - محمد رضا بوبو - محمد رمضان | - محمد صالح - محمد عادل - محمد عنتر - محمد مجلي - محمد مخلوف - محمد هاني - محمود حماده - محمود حمد - محمود حمدي - محمود عبد العاطي | - محمود عبد العزيز - محمود معاذ - مصطفى السيد محمود - مؤمن زكريا - ناصر ماهر - ناصر منسي - وجيه عبد الحكيم - وليد سليمان - وليد عطية - وهاب آنان |

#### إنذارات وطرود

##### طردين
- كينو
- طاهر محمد طاهر
- علي جبر
- محمد عبد الغني

##### طرد
| - اسلام جابر - السيد فريد - الهاني سليمان - امام عاشور - إبراهيم أبو اليزيد - إبراهيم عادل - إسلام عيسى - ايريك تراوري | - إيمانويل إيجيبتور - أحمد العجوز - أحمد أيمن منصور - أحمد رفعت - أحمد رمضان بيكهام - أحمد رؤوف - أحمد سيد زيزو - أحمد شوشة | - أحمد علي - أحمد علي كامل - أحمد فتحي حمزة - أحمد مجدي الحسيني - أوستين أموتو - أوكيشوكو أزوبويكي - بهاء مجدي - تالا نداييه | - جون أنطوي - جوناثان نغويم - حازم محمد إمام - حمدي النقاز - خالد رضا - خالد عبد الرازق - ريتشاربافور - سعد سمير | - شيمليس بيكيلي - عبد الرحمن رمضان - عبد الله جمعة - عبد الله جمعة - عرفة السيد - عماد فتحي - عمر خربين - عمرو حسام أسامة | - عمرو عماد - فاسيليوس بوزاس - فريد شوقي - مارشال عودة - مايكل أزيخومين - محمد أشرف محمد - محمد سمير - محمد سوستة | - محمد فتحي محمود - محمد ماجد - محمد مجدي - محمد محمود - محمود الجزار - محمود جنش - محمود حماده | - محمود رزق - محمود شريدة - محمود عزت - مصطفى عز الدين - موسى دياوارا - وهاب آنان - يوسف أوباما |

| - طاهر محمد طاهر - اسلام جابر - عمرو عماد - محمد أشرف محمد - أحمد السعدني - أحمد شكري - باهر المحمدي - خالد قمر | - رامي صبري - طارق طه - علي الفيل - عمرو السولية - محمد أبو المجد - محمود علاء - مروان محسن |

| - أحمد علي كامل - أحمد فتحي حمزة - تالا نداييه - عبد الرحمن رمضان - محمد سوستة - محمد مجدي - محمود حماده | - إيدو موسيس - أحمد بحبح - أحمد سعيد (أوكا) - أحمد صبحي - حمدي فتحي - صلاح ريكو - عبد الرحمن مجدي | - عمر بسام - كريم مصطفى - لؤي وائل - محمد صادق - نور السيد - ياسر إبراهيم |

| - إبراهيم عبد القوي - ابراهيما نداي - إسلام عيسى - أحمد أيمن أحمد - أحمد أيمن منصور - أحمد جمال - أحمد جمعة - أحمد رمضان بيكهام - أحمد عبد الرسول - أوميد أوكري | - أيمن أشرف - جاتوش بانوم - حيميد ماو - خالد رضا - خالد سامي - رمضان صبحي - سيرجي أرنو أكا - عاشور الأدهم - عبد الله جمعة | - عصام صبحي - علي جبر - علي معلول - لويس هينستروزا - محمد رجب - محمد عبد العاطي - محمد محمود - محمد مخلوف - محمود البدري | - محمود الجزار - محمود رزق - محمود عبد الحليم - محمود فتح الله - محمود فرج كابونجا - محمود كهربا - مصطفى جمال - مصطفى محمد أحمد - وهاب آنان |

| - السيد فريد - الهاني سليمان - امام عاشور - ايريك تراوري - إيمانويل إيجيبتور - أحمد رؤوف - أحمد شوشة - أوستين أموتو | - جوناثان نغويم - مارشال عودة - يوسف أوباما - إسلام سري - إيميكا إيزي - أحمد السباعي - أحمد مودي - بولان فوافي | - جيرالدو - جيمس تيدي - حسام سلامة - حسين رجب - خالد متولي الغندور - سادو سانبوري - عبد الرحمن عامر - عبد الرحمن فاروق | - عبد العزيز موسى - عمر السعيد - عمرو الحلواني - فرانك ستيفن - محمد الشناوي - محمد بسيوني - محمد حمدي زكي - محمد صبحي | - محمد عبد اللطيف غريندو - محمد مجلي - محمد ناجي - محمود توبة - محمود منصور - معاذ الحناوي - نبيل دونجا - وليد أزارو |

##### 3 إنذارات
| - اساهاكى ياكوبو - اسحاق موليمي - السيد سالم - إبراهيم عادل - إسلام الفار - إسلام صلاح - أحمد أيمن | - أحمد داوودا - أحمد رفعت - أحمد سالم صافي - أحمد عبد الباسط شرويدة - أحمد عبد الرحمن زولا - أحمد عبد الموجود - أحمد عفيفي | - أحمد عيد عبد الملك - أحمد ياسر - أحمد ياسر ريان - أكرم توفيق - أمير عبيد - أيمن الغباشي - بهاء مجدي | - حازم محمد إمام - حسام حسن عبد البديع - حمادة طلبة - حمادة ناصر - خالد صبحي - خالد عبد الرازق - ديريك نسيبامبي | - ريتشاربافور - سامح علي - شادراك لوكومبي - شافيو موموني - شيمليس بيكيلي - عبد الله السعيد - عبد الوهاب اسماعيل | - عماد حمدي - عمر الميداني - عمر خربين - عمر فتحي - عمرو حسام أسامة - كريم العراقي - كريم طارق | - كريم وليد - كريم يحيى - محمد الشامي - محمد إبراهيم - محمد أبو النجا - محمد أبو جبل - محمد بازوكا | - محمد جمال بيبو - محمد حمدي شرف - محمد سالم - محمد طلعت - محمد فتحي محمود - محمد كوفي - محمد هاني | - محمد همام - محمود السيد - محمود حمد - محمود حمدي - محمود شديد قناوي - محمود عبد العاطي - محمود عماد | - محمود مرعي عبد الفضيل - محمود معاذ - محمود وادي - محمود وحيد - هاني سعيد - ويلسون أكاكبو |

##### إنذارين
| - اسلام جمال سليمان - اسلام عطية - السيد الشبراوي - إبراهيم القاضي - إبراهيم صلاح - أحمد الشناوي - أحمد الشيخ - أحمد الشيخ - أحمد العجوز | - أحمد فتوح - أحمد تمساح - أحمد توفيق - أحمد حمص - أحمد سامي - أحمد سعد - أحمد سمير - أحمد سيد زيزو - أحمد عبد العزيز مودي | - أحمد فتحي - أحمد مجدي - أحمد محسن - أحمد مسعود - أحمد مصطفى لالا - أحمد نبيل مانجا - أحمد هاني - أسامة إبراهيم - أسامة جلال | - توسين أومويلي - جون أنطوي - حجاج عويس - حسام حسن - حسين الشحات - حميد أحداد - خالد سطوحي - رجب عمران - رجب نبيل | - رشاد فاروق - سعد سمير - سمير فكري - سيريل نداني - شيزوم شيكاتارا - صالح جمعة - عاصم سعيد - عامر محمد عامر - عبد العزيز البلعوطي | - عبد العزيز الشاعر - عماد فتحي - عمر رضوان - عمرو السعداوي - عمرو عبد الفتاح - عمرو موسى - غنام محمد - فاسيليوس بوزاس - فريد شوقي | - كابونغو كاسونغو - كينو - محمد جبر - محمد جمال تريكة - محمد حسين عضل - محمد دبش - محمد رضا - محمد سمير - محمد شعبان زيكا | - محمد صالح - محمد صبحي - محمد عبد الغني - محمد عبد الفتاح - محمد عبد المنصف - محمد عنتر - محمد فاروق - محمد فوزي - محمد مسعد | - محمد ناصف - محمود الغرباوي - محمود القط - محمود المتولي - محمود أبو السعود - محمود صلاح عبد الناصر - محمود قاعود - مروان النجار - مصطفى جابر | - مصطفى شبيطة - مصطفى عز الدين - مصطفى علي - مصطفى كالوشا - مهند لاشين - مؤمن ابراهيم - ميدو جابر - ناصر ماهر - ناصر منسي - والاس الفيس دا سيلفا |

##### إنذار
| - أوكيشوكو أزوبويكي - عرفة السيد - مايكل أزيخومين - محمود شريدة - محمود عزت - ابراهيم عايش - الشيخ احمدو بامبا - اماديا رينيه - إبراهيم عبد الخالق - إبراهيم يحيي - إسلام صالح - إسلام عبد النعيم | - إيمانويل باناهيني - أحمد الالفي - أحمد الشناوى - أحمد الشناوي - أحمد الشيمي - أحمد تيتا - أحمد حمدي - أحمد دويدار - أحمد ربيع - أحمد ربيعة - أحمد رفاعي | - أحمد شديد قناوي - أحمد عبد العزيز - أحمد عبد الله - أحمد عبد الوحيد - أحمد يحيى - أوكوركيت ويليام - أيمن عادل - بارتيك وليه - باسم عبد العزيز - بطرس فيوض - توشوكا ديريك أوجيو | - توني سيلفا - جرجس صالح - جون خايرو سيفوينتي - جون لينون - جونيور أجاي - حسام زين - حسام عرفات - حسن الشامي - حسن علي - حسن مجدي - حسن محمود شاهين | - حسني عبد ربه - خالد بوطيب - داني شاهين - رامي ربيعة - رزاق سيسيه - ساليف كوليبالي - شكري نجيب - شيزا كيتشويا - صلاح عاشور - طه عادل - عبد العزيز السيد | - عبد الناصر محمد - علي فوزي - عمار حمدي - عمر الحبشي - عمر الوحش - عمر جابر - عمر سعد - عمر ميرا - عمرو كمال - فادي نجاح - فاروق كابور | - فتحي عثمان - كريس غادي - كريستوفر ميندوغا - كريم الديب - كريم لالا - كريم ممدوح - لسعد الجزيري - لوكاس ريبامار - محمد الجباس - محمد الدرف - محمد أبو سريع | - محمد بسام - محمد رزق إمام - محمد شيكا - محمد عادل جمعة - محمد عبد السلام - محمد فييرا - محمد متولي كناريا - محمد مصطفى شطا - محمد ناجي - محمد نادي - محمد هلال | - محمود الزنفلي - محمود الشبراوي - محمود سيد - محمود شعبان - محمود عبد العزيز - محمود غالى - مروان حمدي - مصطفى الجمل - مصطفى السيد محمود - مصطفى جميل - مصطفى سلامة | - مهاب ياسر - مهدي سليمان - مؤمن زكريا - نوح وائل - هشام شحاتة - هشام عادل - وليد سليمان - وليد عادل - يحيى سانو - يوسف الجوهري - يوسف محمد |